# Немцы в Литве
Немцы в Литве (нем. Litauendeutsche, лит. Lietuvos vokiečiai) — этническое меньшинство в стране. По данным переписи населения, в 2011 году их было 2418 человек, или 0,07 % населения.

## История

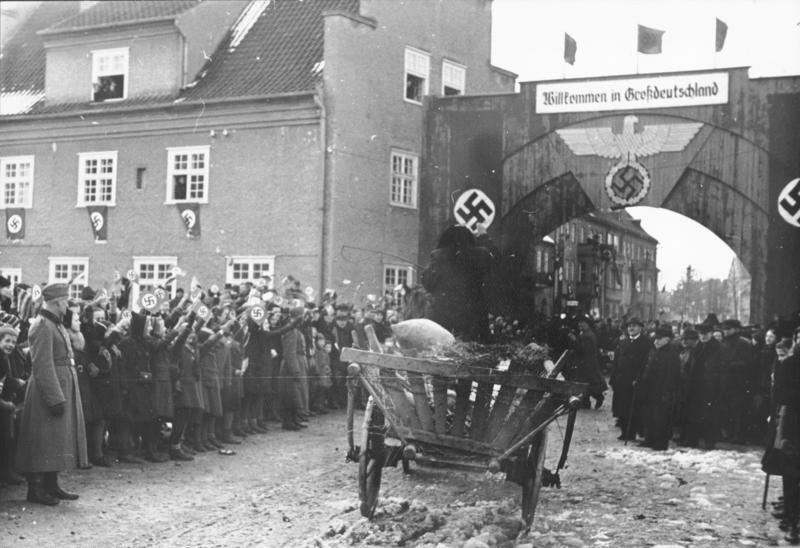
Прибытие немцев из Литвы в Германию в городе Эйдткау, 28 февраля 1941 года

Первыми прибывшими немцами в Литву были купцы. В 1440 году в Доме Перкунаса в Ковно была основана контора Ганзейского союза. Во времена реформации магнаты приглашали немцев жить и работать в свои имения. В XIX веке некоторые немцы переселялись из Пруссии в пограничные земли Российской империи на территории современной Литвы. По перепеси населения Литвы 1923 года в приграничных городах Кибартай и Таураге немцы составляли 26,73 % и 12,18 % населения. В 1920 году была создана организация «Культурный союз литовских немцев». Большая часть немцев в то время занималась сельским хозяйством или ремёслами. После прихода в Германии к власти НСДАП «Культурный союз литовских немцев» начал получать финансирование из Германии. В Клайпедском крае, который отошёл к Литве в 1923 году, 72,5 % населения составляли немцы.  10 января 1941 года было подписано соглашения о переселении немцев в Германию из Литовской ССР и русских, белорусов и литовцев из Сувалкской области в Литовскую ССР. По этому соглашению около 50 000 немцев из Литвы были переселены в Германию.

## Численность и доля

### Переписи населения
Численность и доля немцев по данным переписи населения за эти годы:
|      | Численность | %    |
| 1923 | 28 400      | 1,4  |
| 1959 | 11 166      | 0,41 |
| 1970 | 1 904       | 0,06 |
| 1979 | 2 616       | 0,07 |
| 1989 | 2 058       | 0,05 |
| 2001 | 3 243       | 0,09 |
| 2011 | 2 418       | 0,07 |

Численность немцев по данным переписи населения за эти годы, по уездам:
|                     | 2001  | 2011  |
| ------------------- | ----- | ----- |
| Литва               | 3 243 | 2 418 |
| Алитусский уезд     | 96    | 68    |
| Вильнюсский уезд    | 490   | 459   |
| Каунасский уезд     | 592   | 438   |
| Клайпедский уезд    | 1 000 | 754   |
| Мариямпольский уезд | 268   | 164   |
| Паневежский уезд    | 81    | 68    |
| Таурагский уезд     | 211   | 114   |
| Тельшяйский уезд    | 90    | 73    |
| Утенский уезд       | 175   | 119   |
| Шяуляйский уезд     | 240   | 161   |

Доля немцев по данным переписи населения за эти годы, по уездам (в %):
|                     | 2001  | 2011  |
| ------------------- | ----- | ----- |
| Литва               | 0.093 | 0.079 |
| Алитусский уезд     | 0.051 | 0.043 |
| Вильнюсский уезд    | 0.057 | 0.056 |
| Каунасский уезд     | 0.084 | 0.072 |
| Клайпедский уезд    | 0.259 | 0.222 |
| Мариямпольский уезд | 0.142 | 0.101 |
| Паневежский уезд    | 0.027 | 0.027 |
| Таурагский уезд     | 0.157 | 0.103 |
| Тельшяйский уезд    | 0.050 | 0.048 |
| Утенский уезд       | 0.094 | 0.078 |
| Шяуляйский уезд     | 0.064 | 0.053 |